# Tomasz Hołota
Tomasz Hołota (ur. 27 stycznia 1991 w Katowicach) – polski piłkarz występujący na pozycji pomocnika.

## Życiorys
Jest wychowankiem klubu Stadion Śląski Chorzów, z którego przeszedł w 2008 roku do GKS-u Katowice. W ciągu czterech lat rozegrał w jego barwach 85 spotkań na poziomie I ligi. W 2012 roku został zawodnikiem Polonii Warszawa, zaś rok później podpisał kontrakt ze Śląskiem Wrocław. W latach 2016–2017 zawodnik Arminii Bielefeld. Od 19 maja 2017 zawodnik Pogoni Szczecin.
5 listopada 2013 został powołany przez trenera reprezentacji Polski Adama Nawałkę na dwa mecze towarzyskie ze Słowacją i Irlandią.

## Statystyki kariery
Aktualne na 30 sierpnia 2019
| Klub               | Sezon              | Liga               | Liga  | Liga   | Puchar kraju | Puchar kraju | Europa | Europa | Suma  | Suma   |
| Klub               | Sezon              | Liga               | Mecze | Bramki | Mecze        | Bramki       | Mecze  | Bramki | Mecze | Bramki |
| ------------------ | ------------------ | ------------------ | ----- | ------ | ------------ | ------------ | ------ | ------ | ----- | ------ |
| GKS Katowice       | 2008/09            | I liga             | 16    | 1      | 0            | 0            | —      | —      | 16    | 1      |
| GKS Katowice       | 2009/10            | I liga             | 26    | 1      | 1            | 0            | —      | —      | 27    | 1      |
| GKS Katowice       | 2010/11            | I liga             | 15    | 2      | 1            | 0            | —      | —      | 16    | 2      |
| GKS Katowice       | 2011/12            | I liga             | 28    | 2      | 1            | 0            | —      | —      | 29    | 2      |
| GKS Katowice       | Ogólnie            | Ogólnie            | 85    | 6      | 3            | 0            | 0      | 0      | 88    | 6      |
| Polonia Warszawa   | 2012/13            | Ekstraklasa        | 22    | 1      | 1            | 0            | —      | —      | 23    | 1      |
| Śląsk Wrocław      | 2013/14            | Ekstraklasa        | 20    | 3      | 1            | 1            | 4      | 0      | 25    | 4      |
| Śląsk Wrocław      | 2014/15            | Ekstraklasa        | 34    | 0      | 2            | 0            | —      | —      | 36    | 0      |
| Śląsk Wrocław      | 2015/16            | Ekstraklasa        | 35    | 4      | 3            | 0            | 4      | 0      | 42    | 4      |
| Śląsk Wrocław      | Ogólnie            | Ogólnie            | 89    | 7      | 6            | 1            | 8      | 0      | 103   | 8      |
| Arminia Bielefeld  | 2016/17            | 2. Bundesliga      | 7     | 0      | 2            | 0            | —      | —      | 9     | 0      |
| Pogoń Szczecin     | 2017/18            | Ekstraklasa        | 24    | 1      | 0            | 0            | —      | —      | 24    | 1      |
| Pogoń Szczecin     | 2018/19            | Ekstraklasa        | 8     | 0      | 1            | 0            | —      | —      | 9     | 0      |
| Pogoń Szczecin     | Ogólnie            | Ogólnie            | 32    | 1      | 1            | 0            | 0      | 0      | 33    | 1      |
| Zagłębie Sosnowiec | 2019/20            | I liga             | 2     | 0      | 0            | 0            | —      | —      | 2     | 0      |
| Ogólnie w karierze | Ogólnie w karierze | Ogólnie w karierze | 237   | 15     | 13           | 1            | 8      | 0      | 258   | 16     |